# Lembosina empetri
Lembosina empetri är en svampart som tillhör divisionen sporsäcksvampar, och som beskrevs av Birgitta Eriksson. Lembosina empetri ingår i släktet Lembosina, och familjen Asterinaceae. Arten är reproducerande i Sverige.